# Liste der Bürgermeister von Súdwest-Fryslân
Dies ist die Liste der Bürgermeister der Gemeinde Súdwest-Fryslân in der niederländischen Provinz Friesland seit ihrer Gründung am 1. Januar 2011.
| Bürgermeister         | Bürgermeister         | Partei | Partei | Amtszeit  | Anmerkungen                          |
| --------------------- | --------------------- | ------ | ------ | --------- | ------------------------------------ |
|                       | Haijo Apotheker       |        | D66    | 2011–2017 | bis zum 1. Januar 2012 kommissarisch |
| Magda Berndsen-Jansen | Magda Berndsen-Jansen |        | D66    | 2018      | kommissarisch                        |
| Jannewietske de Vries | Jannewietske de Vries |        | PvdA   | 2018–     | [ 3 ]                                |